# Fishers Island, New York
Fishers Island är en ort i Suffolk County i delstaten New York, USA.